# 러니미드구

러니미드구의 위치

러니미드구(영어: Borough of Runnymede)는 잉글랜드 서리주에 위치한 비도시 자치구로 중심 도시는 애들스톤이며 인구는 84,584명(2014년 기준), 면적은 78.0km2이다.